# Peteinosaurus zambellii
A Peteinosaurus zambellii a hüllők (Reptilia) osztályának pteroszauruszok (Pterosauria) rendjébe, ezen belül a Rhamphorhynchoidea alrendjébe és a Dimorphodontidae családjába tartozó faj.

## Tudnivalók
A Peteinosaurus zambellii 222–215 millió évvel élt ezelőtt, a késő triász korban.
Csodálatos Peteinosaurus-maradványokat találtak az olaszországi Cene helység közelében, a triászi rétegben. A Peteinosaurusnak könnyű csontokból állt a csontváza.
A szájában egyenlő méretű, kúp alakú, éles fogak ültek. Biztos, rovarokkal táplálkozott, amelyeket röptükben fogott el.
A Peteinosaurus szárnyfesztávolsága 60 centiméter, testtömege 100 gramm.
A szárnya egy elnyúlt ujj és a láb között feszült. A szárny a testhez és a karhoz volt nőve.
Az állat 20 centiméter hosszú farkát csontszerű szálak erősítették meg. A Peteinosaurus irányváltoztatásra használta a farkát. A Peteinosaurus az első repülő gerincesek közé tartozik.